# Маяла (Елва)
Ма́яла (ест. Majala küla) — село в Естонії, у волості Елва повіту Тартумаа.

## Населення
Чисельність населення на 31 грудня 2011 року становила 71 особу.

## Географія
Через населений пункт проходить автошлях 22162 (Метсалаане — Куллі).

## Історія
До 24 жовтня 2017 року село входило до складу волості Конґута.